# Metodă de separare
O metodă de separare (mai rar denumită și proces de separare) este un proces fizic prin care un amestec de substanțe chimice (poate fi, de exemplu, o soluție) este separat în doi sau mai mulți produși de separare. După separare, este posibil ca măcar unii dintre produși să conțină ca impurități o parte din fostul amestec (din celălalt component).
Există diferite tipuri de metode de separare, care sunt alese în funcție de proprietățile fizice și chimice ale componenților amestecului, precum: forma și mărimea particulelor, starea de agregare, masa, densitatea, vâscozitatea sau afinitatea chimică dintre aceștia.

## Listă
Mai jos se află câteva exemple de metode de separare și de analiză comune:
- Centrifugare
- Cernere
- Chelare
- Cristalizare
- Cromatografie
- Decantare
- Distilare
- Electroforeză
- Evaporare
- Extracție
- Filtrare, microfiltrare, ultrafiltrare, nanofiltrare
- Floculare
- Permeație gazoasă
- Precipitare
- Sedimentare
- Sublimare
- Uscare